# Hispanos Unidos
Hispanos Unidos es un periódico semanal en español de San Diego (California-EE. UU) con noticias específicas sobre el mundo hispano de EE. UU.
Tiene su sede en: 411 W 9th Ave - Escondido, CA 92025-5034 (USA), Telf:(760) 740-9561.

## Historia
El periódico se distribuye desde 1987 para satisfacer las necesidades de información de la creciente comunidad hispana de San Diego. Su fundador y el que sería su editor es Jaime Alemán Castañeda. El periódico creció de una circulación de 2.500 copias al mes en 1987 a 26.000 copias semanales en el 2007, con un total de 150.800 lectores según "ADM Communications of San Diego", además posee otros 150.000 internautas lectores al mes.

## Distribución
Hispanos Unidos es distribuido gratuitamente en 475 localizaciones considerados de alta afluencia de consumidores hispanos en 150 restaurantes (incluidos los de comida rápida), 58 comercios locales, 46 lavanderías, 31 centros de venta al por menor, 30 colegios, 18 negocios profesionales, 17 farmacias, 15 agencias de servicio comunitario, 11 tiendas de licores, 10 bibliotecas, 9 tiendas de donuts, 8 agencias gubernamentales ...etc.

## Secciones
1. Noticias locales de San Diego
2. Noticias nacionales
3. Noticias de Latinoamérica
4. Deportes
5. Entretenimiento
6. Películas
7. Consejos legales
8. Auto visión
9. Horóscopo